# Eremothera pygmaea
Eremothera pygmaea là một loài thực vật có hoa trong họ Anh thảo chiều. Loài này được (Douglas) W.L.Wagner & Hoch mô tả khoa học đầu tiên năm 2007.